# アンリ・マルトー
アンリ・マルトー（Henri Marteau, 1874年5月31日 - 1934年）は、フランス・ランス出身でスウェーデンに帰化したヴァイオリニスト・作曲家。母親はクララ・シューマンに学んだピアニストで、父親も名の知れたアマチュアのヴァイオリン演奏家だった。

## 人物
幼少期からヴァイオリンに興味を示し、音楽を愛する両親の奨めで、フランス国内で音楽を学んだ後、10歳でハンス・リヒターの指揮するウィーン・フィルハーモニー管弦楽団と共演して公式デビューを果たし、さらにドイツ各地とスイスで演奏旅行を行なった。1888年には、やはりリヒターとの共演でロンドン・デビューを果たす。1892年にパリ音楽院で首席となり、マスネから作品を献呈された。1893年と1898年にはアメリカ合衆国で、1897年から1899年までロシア帝国で演奏活動を行なっている。
20世紀に入ってからは教育活動に専念し、まずジュネーヴ音楽院で教鞭を執った後、ヨーゼフ・ヨアヒムの没年に、ベルリン高等音楽学校に選任されて、同校ヴァイオリン科主任教授に就いた。作曲家としては、フランス語のカンタータ《ジャンヌ・ダルク》を残した。ドイツ時代にはマックス・レーガーと親交を結び、その影響で室内楽の作曲も手がけた。中でも『クラリネット五重奏曲』は、近年になって録音も行われている。第一次世界大戦が勃発して、母国と第二の祖国が戦火を交えるに至ると、スウェーデンに渡り、同地でスカンディナヴィア楽壇の発展に貢献した。北欧における彼自身と門人の演奏は、近年になって音源が復刻されている。